# Municipio de Sherman (condado de Newaygo)
El municipio de Sherman (en inglés: Sherman Township) es un municipio ubicado en el condado de Newaygo en el estado estadounidense de Míchigan. En el año 2010 tenía una población de 2109 habitantes y una densidad poblacional de 22,72 personas por km².

## Geografía
El municipio de Sherman se encuentra ubicado en las coordenadas 43°31′3″N 85°51′49″O / 43.51750, -85.86361. Según la Oficina del Censo de los Estados Unidos, el municipio tiene una superficie total de 92.81 km², de la cual 86,54 km² corresponden a tierra firme y (6,75 %) 6,27 km² es agua.

## Demografía
Según el censo de 2010, había 2109 personas residiendo en el municipio de Sherman. La densidad de población era de 22,72 hab./km². De los 2109 habitantes, el municipio de Sherman estaba compuesto por el 96,4 % blancos, el 0,95 % eran afroamericanos, el 0,38 % eran amerindios, el 0,24 % eran asiáticos, el 0,71 % eran de otras razas y el 1,33 % eran de una mezcla de razas. Del total de la población el 1,9 % eran hispanos o latinos de cualquier raza.